# Ян Казімеж Ольпінський
Ян Казімеж Ольпінський (пол. Jan Kazimierz Olpiński; 9 червня 1875, Львів — 15 вересня 1936, Львів) — польський живописець, педагог.

## Біографія
Народився 9 червня 1875 року у місті Львові (тепер Україна). 1893 року закінчив Львівську гімназію і розпочав навчання у Мюнхенській академії мистецтв, де двічі отримував відзнаки за рисунки. У 1896 році отримав стипендію Фонду князя Франца Йозефа, яка наступного року, після закінчення академії, дала можливість йому продовжити навчання у Парижі і у 1897—1898 роках художник навчався у Національній вищій школі витончених мистецтв, у майстернях Рене-Ксавье Прінета, Джеймса Вістлера, Рафаеля Коллена. За відмінне навчання отримав відзнаку та срібну медаль. Одночасно, у 1898 році, навчався в Академії Колароссі, де здобув диплом.
У 1899 році подорожував Італією та Курземе у Латвії. З 1900 року жив у Відні, де до 1905 року навчався у Віденській академії мистецтв у Казимира Похвальського. 1901 року отримав Імператорську Почесну Нагороду (Kaiserpreis) за здобутки у науці, цього ж року отримав нагороду другого ступеня за триптих «Самотність», що експонувався на академічній виставці.
1905 року повернувся у Львів. Невдовзі оселився в Кросно, де викладав малювання у середній школі; 1908 року переїхав у Краків. З 1909 по 1920 рік жив та працював у місті Живці. 1921 року знову переїхав до Львова, де отримав посаду в Державному промисловому училищі на факультеті мистецтв; з 1930 року паралельно викладав у Львівській політехніці.
Помер у Львові 15 вересня 1936 року. Похований у Львові на Личаківському цвинтарі.

## Творчість
Автор пейзажів, жанрових сцен, портретів та батальних сцен. Серед робіт:
- «Дівчина з квіткою у волоссі» (1897, дошка, олія);
- «Портрет дівчини» (1900, полотно, олія);
- «Портрет дівчини» (1901, фанера, олія);
- триптих «Самотність» (1901, полотно, олія);
- «Свято Йордан» (1901, полотно, олія);
- «На ринку в Живці» (полотно, олія);
- «Вакханалія» (фанера, олія);
- «Айседора Дункан» (1908, полотно, олія);
- «Ню» (полотно, олія);
- «Священик Jan Satke та Andrzej Moliński» (1910-ті, полотно, олія);
- «В живецькому костюмі Maria Molińska» (1910-ті, полотно, олія);
- «В живецькому костюмі Józef Studencki» (1915, полотно, олія);
- «В дорозі» (полотно, олія);
- «Жіночий портрет» (1920, полотно, олія);
- «Пані Реттінгер Львів» (1924, полотно, олія);
- «Кінь на водопої» (1925, папір, акварель);
- «Чищення картоплі» (1931, папір акварель);
- «Церква в Микулинці, Тернопіль» (папір, акварель).

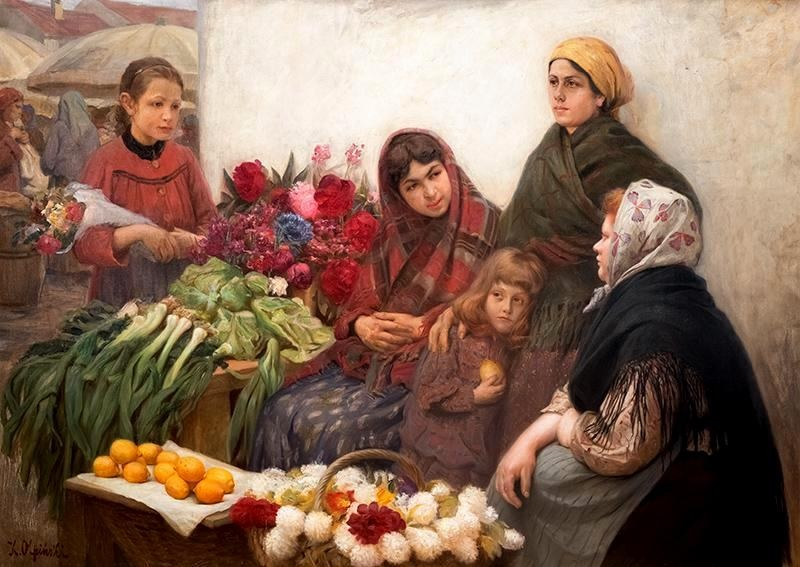
«На ринку в Живці»
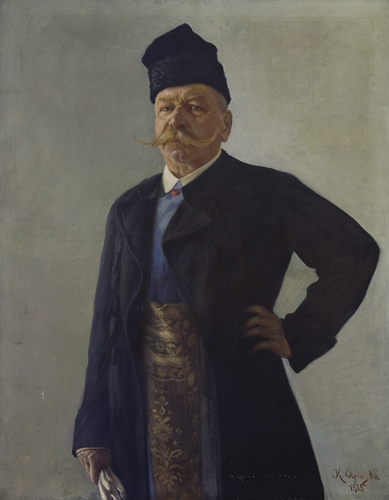
«В живецькому костюмі Józef Studencki»
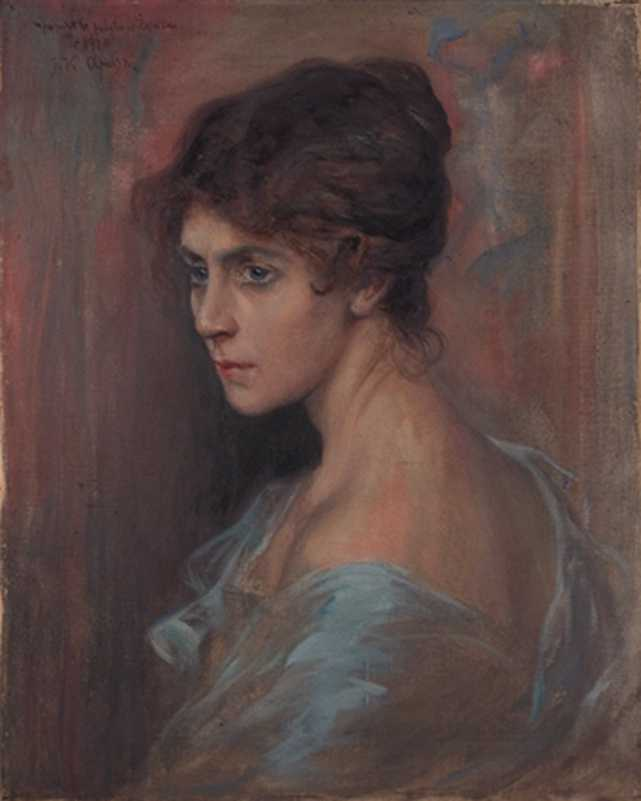
«Жіночий портрет»
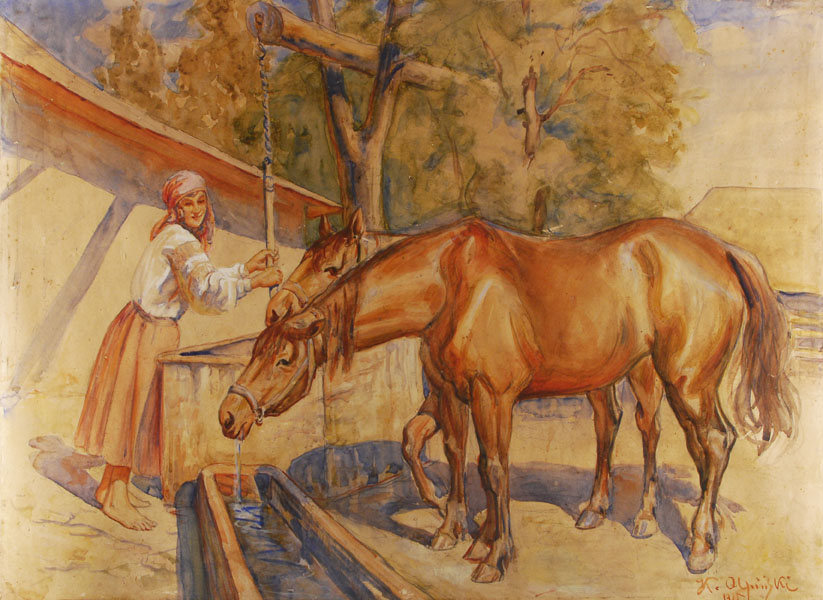
«Кінь на водопої»

Брав участь у виставках у Львові, Кракові, Варшаві.
Роботи художника зберігаються у збірках Національного музею в Кракові, Варшаві, Познані, Щецині та Львівській картинній галереї.